# Nanzi

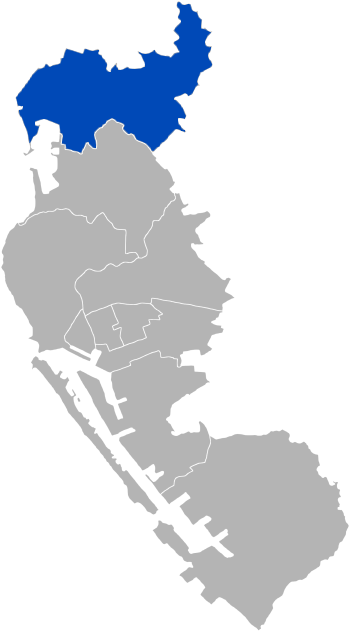
Nanzih-distriktet inom Kaohsiung.

Nanzih (楠梓) eller Nanzih-distriktet (楠梓區) (taiwanesiska: 楠仔坑 Lâm-a-kheⁿ) är ett distrikt i staden Kaohsiung i Taiwan. Det består av Youchang (右昌), Houjing (後勁), Nanzih Centrum (楠梓市區) och Tuku (土庫). Distriktet har 160 000 invånare, främst kineser men även en liten del filippinier.
Nanzih är ett industriellt distrikt. I distriktet finns två universitet, Kaohsiungs universitet (國立高雄大學) och Kaohsiungs tekniska universitet (高雄科技大學).